# Gene Phillips
Donald Eugene Phillips, detto Gene (Livingston, 25 ottobre 1948), è un ex cestista statunitense, professionista nella ABA.

## Carriera
Venne selezionato dai Milwaukee Bucks al settimo giro del Draft NBA 1971 (119ª scelta assoluta).